# Ivano Balić
Ivano Balić (Split, 1979. április 1. –) olimpiai és világbajnok horvát válogatott kézilabdázó, a 2003-as és a 2006-os évben a világ legjobbjának választották. Öt egymást követő világeseményen a torna legértékesebb játékosa, a Nemzetközi Kézilabda-szövetség szurkolói szavazásán pedig ő lett minden idők legjobb kézilabdázója.
Édesapja és édesanyja is kézilabdázó volt, így a gyermekkora egy részét Olaszországban töltő Ivano Balić is ezt a sportágat választotta, annak ellenére, hogy korábban kosárlabdázott is. Hétéves volt, amikor édesanyjával hazaköltözött Splitbe. Pályafutását az RK Split csapatában kezdte. Hazájában játszott az RK Metković és az RK Zagreb csapataiban is, többszörös horvát bajnok és kupagyőztes. Játékos pályafutása során külföldön Spanyolországban és Németországban is játszott, a Portland San Antonio, az Atlético Madrid és a HSG Wetzlar színeiben. Szerepelhetett a legrangosabb európai klubsorozat, a Bajnokok Ligája döntőjében, de a trófeát nem sikerült megnyernie.
A horvát kézilabda-válogatottban 2001-ben mutatkozott be. Első nagy világeseménye a következő évi Európa-bajnokság volt. A nemzeti csapatban elért sikerei közül kiemelkedik a 2004-ben, Athénban szerzett olimpiai bajnoki cím és az egy évvel korábban szerzett világbajnoki cím. Európa-bajnokságon nem sikerült aranyérmet nyernie, ehhez legközelebb a 2008-as kontinenstornán került, de elveszítették a Nikola Karabatić vezette franciák elleni döntőt. A nemzeti csapattól 2012-ben vonult vissza.
Pályafutása befejezését követően edző lett és a válogatott szakmai stábjának a koordinátori feladatait látta el. Ilyen minőségben vett részt a 2016-os Európa-bajnokságon és olimpián. Egykori játékostársával, Petar Metličićcsel kézilabda akadémiát működtet.

## Gyermekkora
Ivano Balić Splitben született, Jugoszlávia területén. Szülei, Žarko és Stjepanka Balić szintén kézilabdázók voltak. Három hónapos korában a család Olaszországba költözött. Itt Rovereto városában élt, Milánó közelében, édesapja az ottani csapatban játszott. Hétévesen Balić anyjával visszatért Splitbe, majd később Žarko Balić is követte őket. Ez idő tájt a jugoszláv második ligában, az RK Splitben játszott, egy későbbi elmondása szerint pedig Ivano gyakran látogatta mérkőzéseit és mindig szívesen nézte apja játékát.
Fiatal korában Ivano Balić kipróbálta a kosárlabdát a KK Split csapatában, amelynek nagy rajongója volt. Egészen 1995-ig űzte ezt a sportágat, ekkor apja barátja, az RK Split edzője javasolta, hogy próbálja ki a kézilabdát is.

## Pályafutása

### Klubcsapatban
Balić pályafutását az RK Split csapatában kezdte, itt mutatkozott be a horvát első osztályban is. Első szezonjában az akkor Brodokumer Split néven játszó csapat második lett a bajnokságban és bejutott az EHF-kupa elődöntőjébe, ahol a későbbi győztes német THW Kiel állította meg. Ezt követően még három szezont töltött a csapatnál, egy alkalommal az EHF-kupa negyeddöntőjéig jutottak a nemzetközi kupaporondon.
2001-ben az RK Metković játékosa lett. Első szezonjában azonnal bajnoki címet és kupagyőzelmet ünnepelhetett. A bajnoki címüket később a szövetség adminisztratív okok miatt elvette és az RK Zagreb lett a bajnok. Ebben az idényben lépett először pályára a Bajnokok Ligájában. A következő néhány szezonban Balić játéka kiteljesedett és letisztult, ez főleg a 2003-as világbajnokságon és a 2004-es olimpián látszódott, ahol az aranyérmes horvát válogatott vezéregyénisége volt.
2004-ben a spanyol Portland San Antonio csapatához igazolt, ahol együtt játszhatott gyerekkori példaképével, Jackson Richardsonnal. Első idényében bajnok lett, a Bajnokok Ligájában pedig a negyeddöntőig jutott a Pamplonával. A következő szezonban az egyik legkiélezettebb bajnoki döntőt vívták a BM Ciudad Reallal, és két mérkőzésen 19-25, valamint 28-37 arányban elveszítették a párharcot. Ugyan elbukták a Bajnokok Ligája trófeát is, de Balić 2006-ban másodszorra is megkapta a Nemzetközi Kézilabda-szövetség világ legjobbjának járó díját. 2007-ben a Sportske novosti hetilap az év horvát sportolójának választotta.
2008 és 2012 között hazájában, az RK Zagrebben kézilabdázott. Mind a bajnoki címet, mind pedig a kupát is négyszer nyerte meg a fővárosi csapattal. 2012-ben Balić visszatért Spanyolországba, hogy az Atlético Madridban játsszon. A klub csődje miatt végül csak egy szezont töltött itt, igaz, ez idő alatt bajnoki ezüstérmes, valamint Copa del Rey és IHF-Szuper Globe győztes lett.
2013-ban Németországba igazolt és a HSG Wetzlar játékosa lett. Két évad után, a 2014–15-ös szezon végén bejelentette visszavonulását. 2015. június 5-én játszotta utolsó hivatalos mérkőzését, amelyen csapata 29-25-re nyert a Frisch Auf Göppingen ellen. Balić egy gólt lőtt és öt gólpasszt adott.

### A válogatottban

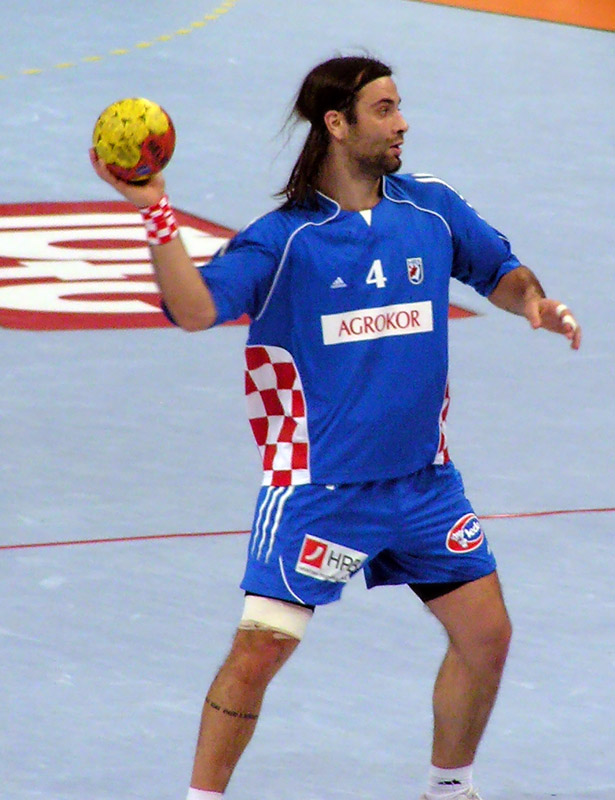
Balić a 2007-es világbajnokságon

Balić 1998-ban a horvát U20-as és U21-es korosztályos csapatokban játszott, amikor a következő évben felhívták a felnőtt csapathoz. Tüdőgyulladás miatt nem tudott elutazni az összetartásra, miután a csapatorvos észrevette, hogy influenzás. Antibiotikumokat kapott, majd hazaküldték az edzőtáborból. 2000 decemberében meghívást kapott a következő évi világbajnokságra készülő keretbe. Az egyik edzésen megsérült, miután egy földet érés következtében ráesett Petar Metličić lábára, aminek következtében elszakadtak az ínszalagjai. Húsz napot kellett pihenni és kénytelen volt kihagyni a világbajnokságot is.
Balić végül a 2001-es Tunéziában rendezett Mediterrán játékokon debütált a horvát válogatottban. Aranyérmet nyert a csapattal, nem úgy a következő évi Európa-bajnokságon, ahol a horvátok csoportutolsóként estek ki a tornán. Egy évvel később annál nagyobb meglepetést okoztak a portugáliai világbajnokságon, ahol aranyérmet nyertek. Miután első csoportmérkőzésüket 29-30-ra elveszítették Argentína ellen, a torna hátra levő részében az összes ellenfelüket legyőzve nyerték meg a tornát.
2004 januárjában az Európa-bajnokságon a horvátok jól kezdték a tornát, a csoportkörben megverték Spanyolországot és Dániát, majd egészen az elődöntőig jutottak, ahol a szlovének ellen estek ki. Balić bekerült az álomcsapatba és a torna legjobbjának is megválasztották. Ugyanezen év augusztusában az általa vezetett horvát válogatott aranyérmet szerzett az athéni olimpián. Balić itt is bekerült az All Star válogatottba és ezúttal is a torna legjobb játékosa lett. Az aranyérem megszerzését követően a csapat minden tagja állami kitüntetésben részesült hazájában.
A 2005-ös tunéziai világbajnokságon második helyen végeztek a spanyol válogatott mögött. Balić ezúttal is All Star csapattag és MVP lett, csak úgy, mint az egy évvel későbbi Európa-bajnokságon, ahol a horvátok a negyedik helyen végeztek. A 2007-es világbajnokságon csak az ötödik helyen zárt a horvát csapat, azonban az egy évvel későbbi Európa-bajnokságon ezüstérmet szereztek, Balić pedig Nikola Karabatićcsal és Lars Christiansennel holtversenyben 44 góllal gólkirály lett.

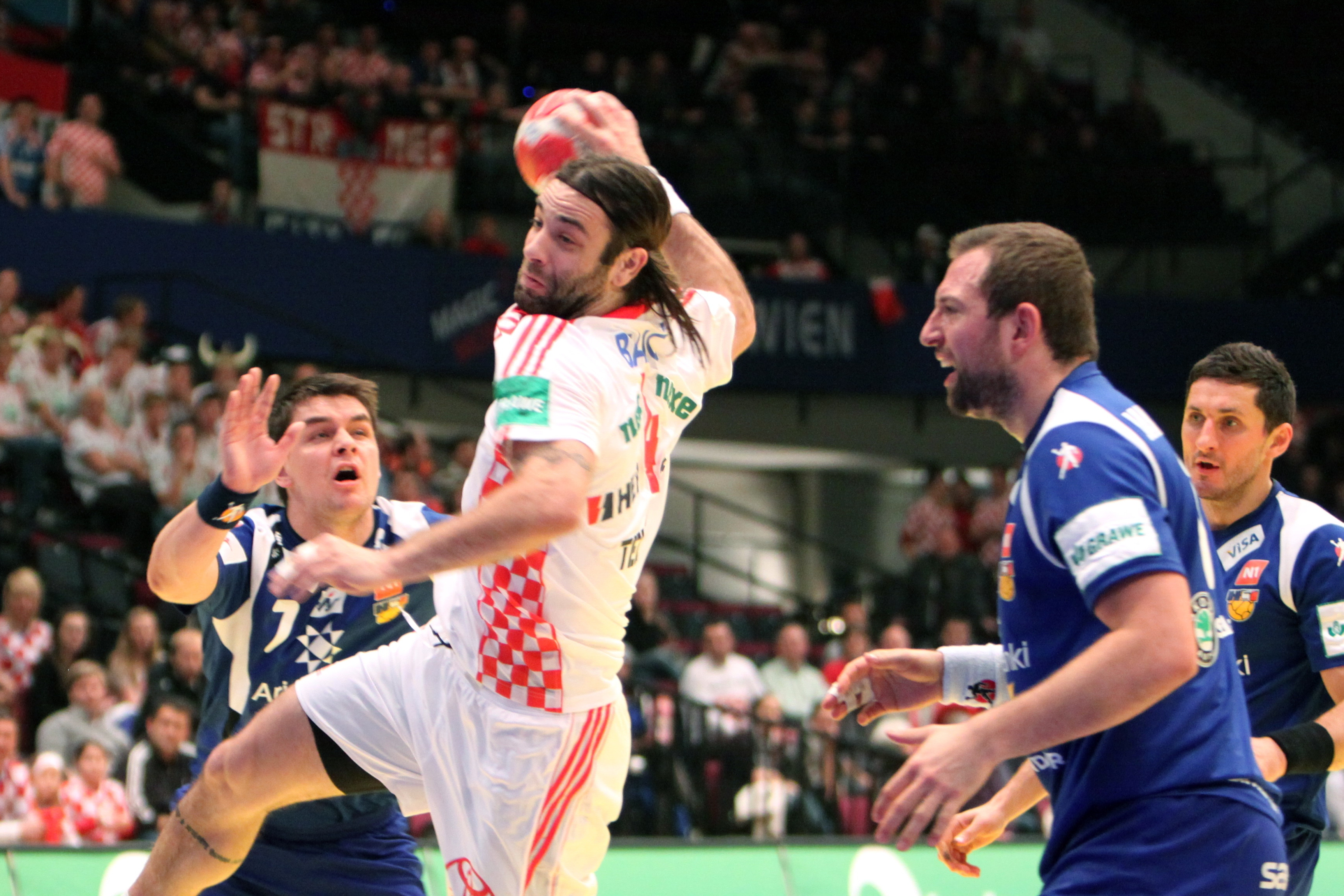
Balić a 2010-es Európa-bajnokságon

A 2008-as pekingi olimpián ő volt a horvát delegáció zászlóvivője a nyitóünnepségen. Címvédőként a torna nem sikerült jól a csapatnak, csupán a negyedik helyen zártak. A 2009-es férfi kézilabda-világbajnokságot hazai pályán, Zágrábban játszhatta a csapat, de nem sikerült aranyérmet nyerniük, a döntőben vereséget szenvedtek a francia csapattól. A találkozó előtt a Balić és Nikola Karabatić közötti párharcot a titánok harcaként harangozta be a helyi média. A következő évi Európa-bajnokságon ugyancsak ez a két válogatott jutott a döntőbe, és ezúttal is a franciák győztek.
Balić 2012-ben két bronzérmet nyert az Európa-bajnokságon és a londoni olimpián. A 2013-as spanyolországi világbajnokság előtt Balić összekülönbözött a szövetségi kapitány Slavko Golužával és hazautazott a tornáról. Ezt követően bejelentette, hogy nem lép többet pályára címeres mezben. Búcsúmérkőzést rendeztek a tiszteletére, amely előtt gyerekkori példaképe, Jackson Richardson köszöntötte és gratulált pályafutásához.

### Visszavonulása után
Játékos pályafutását követően a horvát válogatott szakmai stábjában kapott szerepet az újonnan kinevezett szövetségi kapitány, Željko Babić mellett, ahol két régi játékostársával, Petar Metličićcsel és Valter Matoševićcsel dolgozhatott együtt. A 2016-os Európa-bajnokságon bronzérmet nyert Lengyelországban a csapat tagjaként, és 2016-os nyári olimpia ötödik helyezésének is részese volt.
Petar Metličićcsel közösen kézilabda-akadémiát működtet.

### Magánélete
Balić 1999 és 2006 között Ivana Balićcsal élt házasságban. Egy közös gyermekük született, Dino 2000-ben. 2014-ben született meg második gyermeke barátnőjétől, Mirela Delićtől. A fiú a Vigo nevet kapta. 2016-ban a párnak újabb gyermeke született.

## Sikerei, díjai
| Split - Premijer liga - 2. hely (1): 1997–98 Metković - Premijer liga - 2. hely (3): 2001–02, 2002–03, 2003–04 - Horvát Kupa - Győztes (1): 2002 - Döntős (1): 2004 San Antonio - Liga ASOBAL - Győztes (1): 2004–05 - Supercopa ASOBAL - Győztes (1): 2004 - Bajnokok Ligája - Döntős (1): 2005–06 Zagreb - Premijer liga - Győztes (4): 2008–09, 2009–10, 2010–11, 2011–12 - Horvát Kupa - Győztes (4): 2009, 2010, 2011, 2012 Atletico Madrid - Liga ASOBAL - 2. hely (1): 2012–13 - Copa del Rey - Győztes (1): 2013 - IHF-Szuper Globe - Győztes (1): 2012 | - Dalmácia legjobb sportolója a Slobodna Dalmacija szavazásán: 2003 - A világ legjobb kézilabdázója: 2003, 2006 - MVP a 2004-es Európa-bajnokságon - All Star-válogatott a 2004-es Európa-bajnokságon - A legjobb irányító a 2004-es Európa-bajnokságon - All Star-válogatott a 2004-es olimpián - A legjobb irányító a 2004-es olimpián - Az év horvát kézilabdázója – 2004, 2006, 2007, 2008 - A 2005-ös világbajnokság legjobb irányítója - MVP a 2005-ös világbajnokságon - All Star-válogatott a 2005-ös világbajnokságon - A spanyol bajnokság legjobb játékosa: 2004–05 - MVP a 2006-os Európa-bajnokságon - A 2006-os Európa-bajnokság legjobb irányítója - All Star-válogatott a 2006-os Európa-bajnokságon - A 2006-os Európa-bajnokság gólkirálya – 43 gól - A spanyol bajnokság legjobb játékosa: 2005–06 - MVP a 2007-es világbajnokságon - 2007 legjobb sportolója a Horvát Olimpiai Bizottság szavazásán - Az év horvát sportembere-díj: 2007 - Star on Croatian walk of fame, Opatija – 2007 - A spanyol bajnokság legjobb játékosa: 2006–07 - A 2008-as Európa-bajnokság legjobb irányítója - A 2008-as Európa-bajnokság gólkirálya – 44 gól - A történelem legjobb kézilabdázója – szurkolói szavazás – 2010 |

### Kitüntetés
- Order of Danica Hrvatska[20]

## Fordítás
- Ez a szócikk részben vagy egészben  az   Ivano Balić című angol Wikipédia-szócikk ezen változatának fordításán alapul.  Az eredeti cikk szerkesztőit annak laptörténete sorolja fel. Ez a jelzés csupán a megfogalmazás eredetét és a szerzői jogokat jelzi, nem szolgál a cikkben szereplő információk forrásmegjelöléseként.